# Agrarische samenleving

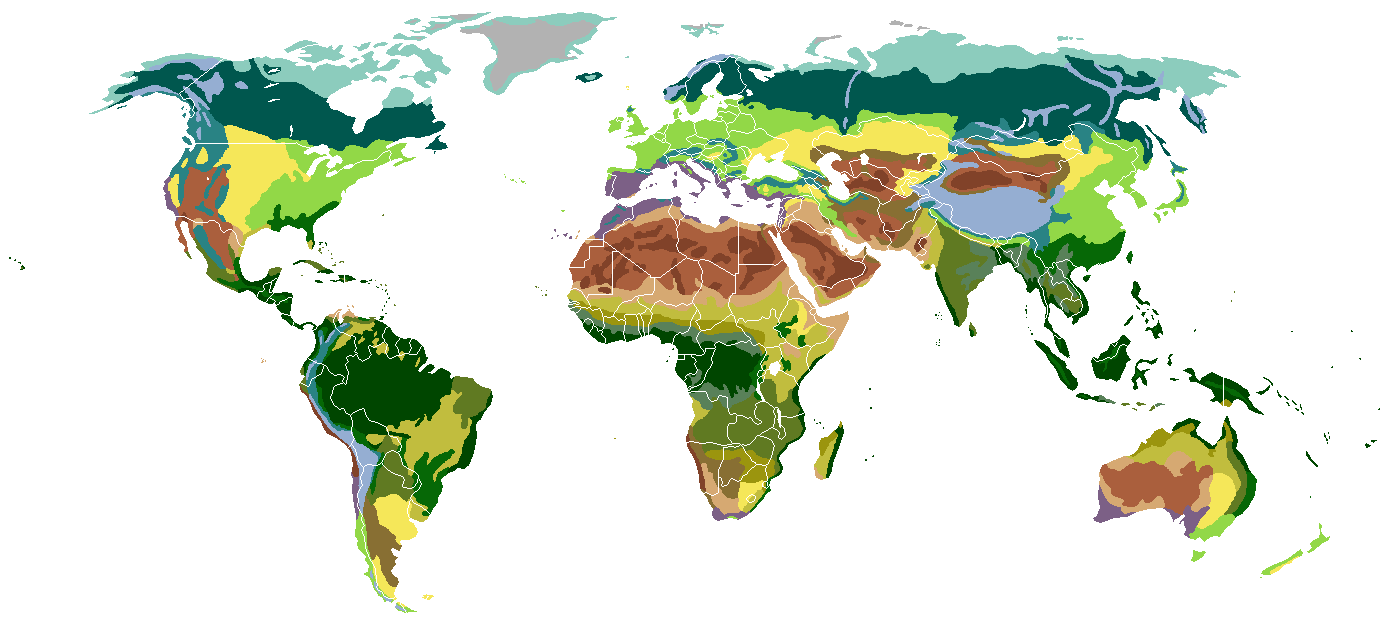
De mate van oost-westligging van de continenten is van invloed op de biomen en daarmee op de verspreiding van beschavingen.

Een landbouwsamenleving of agrarische samenleving is een samenleving waar de meerderheid van de bevolking leeft van het verbouwen van gewassen en het houden van vee.
Landbouwsamenlevingen ontwikkelden zich uit jagerssamenlevingen en horticulturele samenlevingen. Deze overgang naar landbouw wordt wel de neolithische revolutie genoemd en het belang voor de mens is slechts vergelijkbaar met de industriële revolutie vele millennia later. Zoals vaker in de geschiedenis werden onder min of meer gelijke omstandigheden min of meer gelijke uitvindingen en ontdekkingen gedaan. Zo werd landbouw tussen 12.000 en 5000 jaar geleden op minstens zeven verschillende plaatsen vrijwel onafhankelijk van elkaar uitgevonden. De oudste vondsten die op landbouw duiden, zijn in Zuidwest-Azië gesitueerd.

## Kenmerken
In een agrarische samenleving werkt en woont het overgrote deel van de bevolking op het platteland. Het overgrote deel van het inkomen en de rijkdom komt hier voort uit het bewerken en in bezit hebben van land. Hoewel er wel kleine steden zijn en ook lokale handel, zijn de boeren in grote mate zelfvoorzienend. Er is maar in beperkte mate sprake van arbeidsverdeling en specialisatie. Aangezien men maar in beperkte mate de omstandigheden kon beïnvloeden, werd een beroep gedaan op magie en religie en speelden rituelen een belangrijke rol.

## Gevolgen
De overgang naar landbouw was niet noodzakelijk op alle vlakken een verbetering. Waar jager-verzamelaars echter slechts enkele uren per dag besteedden aan een gevarieerde maaltijd, moesten boeren hard werken voor een eentonig maal. De levensverwachting bij geboorte ging dan ook omlaag. Voor Sahlins was dit reden om te stellen dat juist de jager-verzamelaars de oorspronkelijke welvaartssamenleving vormden. Er is dan ook veel onderzoek en discussie over de drijfveren om over te stappen op landbouw. Allereerst lijkt het er op dat men zich al voor langere tijd vestigde waar voedsel in overvloed aanwezig was. Het zal daarmee een kleine stap zijn geweest om neolithische tuinen te onderhouden, de horticulturele samenleving.
De sedentaire levenswijze maakte het mogelijk meerdere kinderen te onderhouden. Met de toegenomen bevolkingsdruk kon met jagen en verzamelen niet meer volledig worden voldaan aan de voedselbehoefte, wat een drijfveer was om over te gaan tot landbouw. Hoewel landbouw niet noodzakelijk efficiënter is, is de opbrengst onder de juiste omstandigheden wel groter. Dat betekende dan ook dat de bevolking verder kon groeien, waarna er vrijwel geen weg terug meer was.
Landbouw en veeteelt betekenden het domesticeren van planten en dieren. Duizenden jaren na de domesticatie van de hond werden zo de eerste grazers gedomesticeerd. Bij planten, dieren en zelfs mensen had dit genetische modificaties tot gevolg. Gedomesticeerde planten verspreidden zich relatief gemakkelijk in het oost-west gerichte Eurazië, maar in het noord-zuid gerichte Amerika en Afrika duurde dit langer door de aanpassingen die gemaakt moesten worden met de verandering van dagduur en temperatuur met de breedtegraad. Allereerst kwam hiermee voedsel en kleding beschikbaar voor de mens, maar dieren konden ook arbeid verrichten. Als trek- en lastdier vergrootten ze de productie- en transportmogelijkheden in belangrijke mate.
Bij een vaste woonplaats hoefden de hulpmiddelen niet langer meegenomen te worden en konden zodoende zwaarder worden en in aantal toenemen. Huizen konden beter beschermen tegen weersinvloeden, terwijl onder meer ovens, weefgetouwen het leven aangenamer maakten. Er waren ook nadelen verbonden aan de nieuwe manier van leven. De plaatsgebondenheid en intensiever contact met dieren vergrootte de vatbaarheid voor ziekteverwekkers en met hongersnood en oorlog zorgde dit ervoor dat de bevolking in deze periode niet al te snel groeide.

## Naar een stedelijke samenleving
Specialisatie maakte het mogelijk dorpen te vormen met mensen die onttrokken konden worden aan de voedselproductie. Productie kon hierdoor toenemen en ambachtslieden konden meer produceren dan zij voor eigen gebruik ooit nodig hadden. Dit was slechts dan zinvol als er een afzetmarkt was die groot genoeg was. Als dit in de directe omgeving niet het geval was, kon handel gedreven worden door een vorm van transport op te zetten. Lange tijd was transport via water verreweg het efficiëntst, maar lastdieren openden ook grote gebieden voor de handel. Daar waar de overschotten groot genoeg waren, kon zich een stedelijke samenleving vormen. Daarnaast ontwikkelde zich op de uitgestrekte Euraziatische grasvlaktes en steppen een pastorale samenleving van nomaden die met hun vee rondtrokken.
In dorpen trad vaak een verzwakking op van de familieband ten gunste van de solidariteit met de buurt. De bands vormden zich tot stammen en men ging meer in dorpen wonen. Dit werd het belangrijkste nederzettingstype in Eurazië, Afrika en Amerika en zou dat lange tijd blijven, ook na de opkomst van steden.